# Houston Film Critics Society Awards 2008
2. ročník předávání cen organizace Houston Film Critics Society se konal dne 17. prosince 2008.

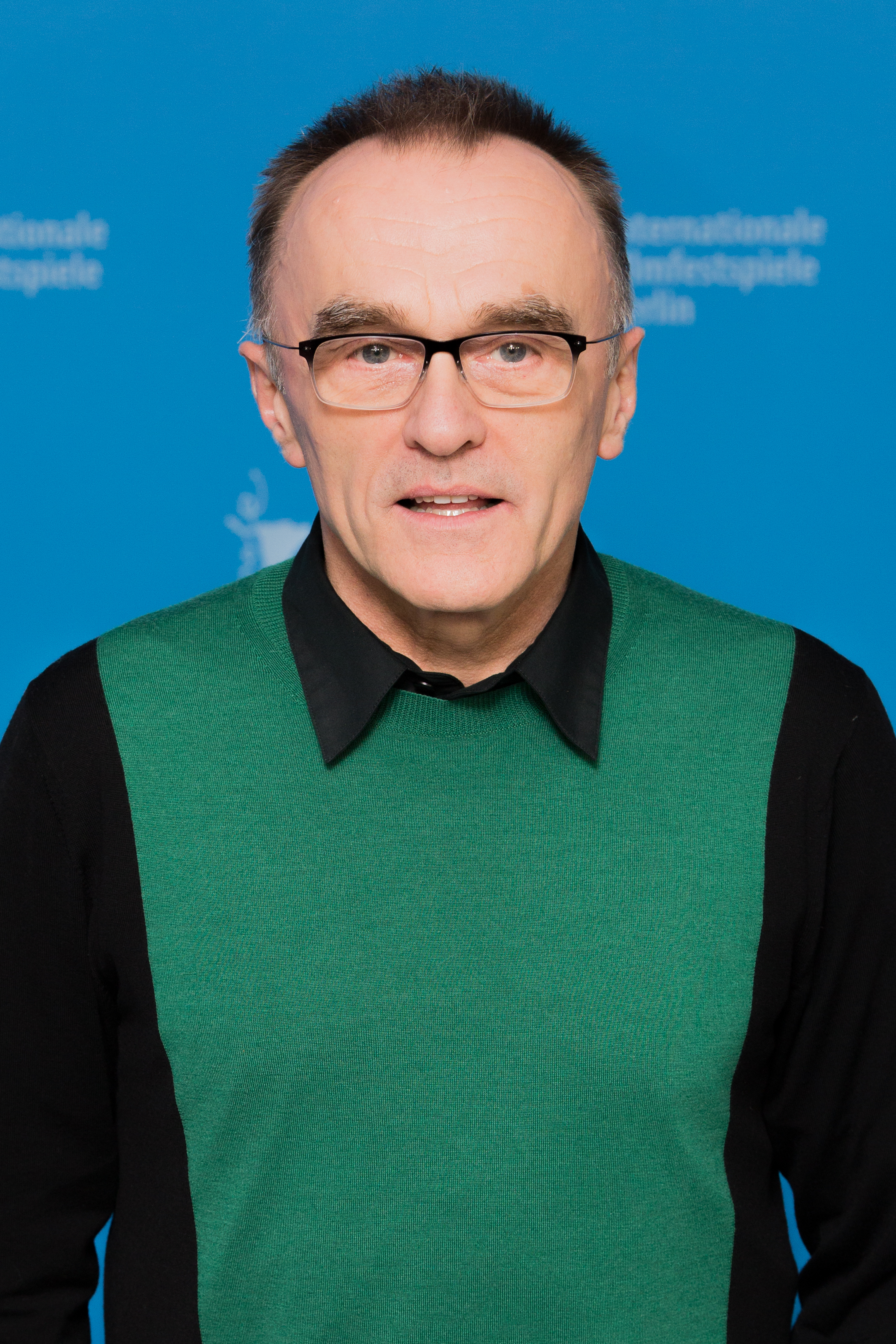
Danny Boyle vítěz v kategorii nejlepší režie

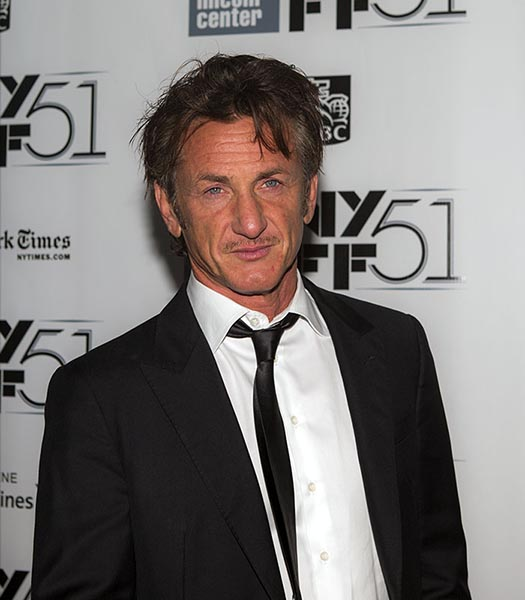
Sean Penn vítěz v kategorii nejlepší mužský herecký výkon v hlavní roli

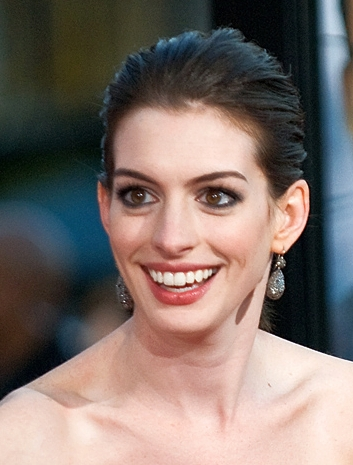
Anne Hathawayová vítězka v kategorii nejlepší ženský herecký výkon v hlavní roli

## Vítězové a nominovaní

### Nejlepší film
Podivuhodný případ Benjamina Buttona
- Temný rytíř
- Milk
- Milionář z chatrče
- VALL-I

### Nejlepší cizojazyčný film
Mongol - Čingischán – Kazachstán
- Ch Guevara – Španělsko
- Gomora – Itálie
- Tak dlouho tě miluji – Francie
- Ať vejde ten pravý – Švédsko

### Nejlepší režisér
Danny Boyle – Milionář z chatrče
- Ron Howard – Duel Frost/Nixon
- David Fincher – Podivuhodný případ Benjamina Buttona
- Christopher Nolan – Temný rytíř
- Gus Van Sant – Milk

### Nejlepší scénář
Simon Beaufoy – Milionář z chatrče
- Eric Roth a Robin Swicord – Podivuhodný případ Bejamina Buttona
- John Patrick Shanley – Pochyby
- Christopher Nolan a Jonathan Nolan – Temný rytíř
- Dustin Lance Black – Milk

### Nejlepší herec v hlavní roli
Sean Penn – Milk jako Harvey Milk
- Richard Jenkins – Nezvaný host jako Walter Vale
- Leonardo DiCaprio – Nouzový východ jako Frank Wheeler
- Frank Langella – Duel Frost/Nixon jako Richard Nixon
- Brad Pitt – Podivuhodný případ Benjamina Buttona jako Benjamin Button
- Mickey Rourke – Wrestler jako Randy “The Ram” Robinson

### Nejlepší herečka v hlavní roli
Anne Hathawayová – Rachel se vdává jako Kym Buchman
- Cate Blanchettová – Podivuhodný případ Benjamina Buttona jako Daisy Fuller
- Angelina Jolie – Výměna jako Christine Collins
- Melissa Leo – Zamrzlá řeka jako Ray Eddy
- Meryl Streepová – Pochyby jako sestra Aloysius Beauvier
- Kate Winsletová – Nouzový východ jako April Wheeler

### Nejlepší herec ve vedlejší roli
Heath Ledger – Temný rytíř jako Joker
- Robert Downey, Jr. – Tropická bouře jako Kirk Lazarus
- Josh Brolin – Milk jako Dan White
- Tom Cruise – Tropická bouře jako Kirk Lazarus
- Brad Pitt – Po přečtení spalte jako Chad Feldheimer

### Nejlepší herečka ve vedlejší roli
Viola Davis – Pochyby jako paní Millerová
- Amy Adamsová – Pochyby jako sestra James
- Marisa Tomei – Wrestler jako Pam / Cassidy
- Penélope Cruzová – Vicky Cristina Barcelona jako María Elena
- Taraji P. Henson – Podivuhodný případ Benjamina Buttona jako Queenie

### Nejlepší obsazení
Pochyby
- Temný rytíř
- Milk
- Rachel se vdává
- Tropická bouře
- Vylkýra

### Nejlepší animovaný film
VALL-I
- Bolt – pes pro každý případ
- Horton
- Valčík s Bašírem

### Nejlepší kamera
Claudio Miranda – Podivuhodný případ Benjamina Buttona
- Wally Pfister – Temný rytíř
- Harris Savides – Milk
- Roger Deakins – Nouzový východ
- Anthony Dod Mantle – Milionář z chatrče

### Nejlepší dokument
Muž na laně
- Větší, silnější, rychlejší
- Gonzo: The Life and Work of Dr. Hunter S. Thompson
- Světová krize: Co nás čeká?
- Standard Operating Procedure
- Mladí srdcem

### Nejlepší skladatel
Terence Blanchard – Buffalo Soldiers: Odvaha a přátelství
- Allah Rakkha Rahman – Milionář z chatrče
- Alexandre Desplat – Podivuhodný případ Bejamina Buttona
- James Newton Howard a Hans Zimmer – Temný rytíř
- Thomas Newman – Nouzový východ

### Nejlepší skladba
„Down to Earth“ – Peter Gabriel – VALL-I
- „Another Way to Die“ – Alicia Keys a Jack White – Quantum of Solace
- „I Thought I Lost You“ – Miley Cyrusová a John Travolta – Bolt – pes pro každý případ
- „Jai Ho!“ – Sukhwinder Singh – Milionář z chatrče
- „Rock Me Sexy Jesus“ – Ralph Sall – Hamlet na kvadrát
- „The Wrestler“ – Bruce Springsteen – Wrestler